# Heber Viera
Heber Williams Viera da Silva (Salto, 29 aprile 1979) è un ex velocista uruguaiano, specializzato nei 200 metri piani.
Attivo nelle competizioni giovanili regionali dalla metà degli anni novanta, esordisce nella nazionale seniores nel 1998, partecipando ai Giochi sudamericani in Ecuador. Per tutto il primo decennio degli anni 2000 si è fatto notare soprattutto nelle competizioni sudamericane. Viera, inoltre, ha partecipato a tre edizioni consecutive dei Giochi olimpici da Sydney 2000 a Pechino 2008, senza andare mai in finale nelle gare di velocità.
Viera è detentore dei record di velocità uruguaiani.

## Palmarès
| Anno | Manifestazione             | Sede                | Evento      | Risultato        | Prestazione | Note |
| ---- | -------------------------- | ------------------- | ----------- | ---------------- | ----------- | ---- |
| 1996 | Sudamericani juniores      | Bucaramanga         | 100 m piani | Bronzo           | 10"5        |      |
| 1996 | Sudamericani juniores      | Bucaramanga         | 200 m piani | Argento          | 20"9        |      |
| 1996 | Sudamericani juniores      | Bucaramanga         | 4×400 m     | 6º               | 3'28"3      |      |
| 1997 | Panamericani juniores      | San Carlos          | 200 m piani | 8º               | 22"20       |      |
| 1997 | Sudamericani juniores      | San Carlos          | 100 m piani | Argento          | 11"04       |      |
| 1997 | Sudamericani juniores      | San Carlos          | 200 m piani | Oro              | 21"57       |      |
| 1997 | Sudamericani juniores      | San Carlos          | 4×100 m     | Bronzo           | 42"58       |      |
| 1998 | Sudamericani juniores      | Córdoba             | 200 m piani | Oro              | 21"33       |      |
| 1998 | Sudamericani juniores      | Córdoba             | 4×100 m     | 6º               | 42"11       |      |
| 1998 | Mondiali juniores          | Annecy              | 200 m piani | Quarti di finale | 21"58       |      |
| 1998 | Giochi sudamericani        | Cuenca              | 100 m piani | 4º               | 10"53       |      |
| 1998 | Giochi sudamericani        | Cuenca              | 200 m piani | Oro              | 21"00       |      |
| 1999 | Sudamericani               | Bogotà              | 100 m piani | Bronzo           | 10"15       |      |
| 1999 | Sudamericani               | Bogotà              | 200 m piani | Bronzo           | 20"76       |      |
| 1999 | Sudamericani               | Bogotà              | 4×100 m     | 4º               | 40"14       |      |
| 1999 | Giochi panamericani        | Winnipeg            | 200 m piani | 8º               | 21"19       |      |
| 1999 | Mondiali                   | Siviglia            | 200 m piani | Batteria         | dq          |      |
| 2000 | Campionati ibero-americani | Rio de Janeiro      | 100 m piani | 6º               | 10"65       |      |
| 2000 | Campionati ibero-americani | Rio de Janeiro      | 200 m piani | 4º               | 21"19       |      |
| 2000 | Giochi olimpici            | Sydney              | 100 m piani | Batteria         | 10"54       |      |
| 2000 | Giochi olimpici            | Sydney              | 200 m piani | Quarti di finale | 20"97       |      |
| 2001 | Mondiali indoor            | Lisbona             | 200 m piani | Batteria         | 21"55       |      |
| 2001 | Sudamericani               | Manaus              | 100 m piani | Bronzo           | 10"38       |      |
| 2001 | Sudamericani               | Manaus              | 200 m piani | Argento          | 20"68       |      |
| 2001 | Sudamericani               | Manaus              | 4×100 m     | Bronzo           | 40"34       |      |
| 2001 | Mondiali                   | Edmonton            | 200 m piani | Quarti di finale | 20"83       |      |
| 2002 | Campionati ibero-americani | Città del Guatemala | 100 m piani | Oro              | 10"08       |      |
| 2002 | Campionati ibero-americani | Città del Guatemala | 200 m piani | Argento          | 20"46       |      |
| 2003 | Mondiali indoor            | Birmingham          | 200 m piani | Batteria         | dq          |      |
| 2003 | Sudamericani               | Barquisimeto        | 100 m piani | Argento          | 10"33       |      |
| 2003 | Sudamericani               | Barquisimeto        | 200 m piani | Oro              | 20"60       |      |
| 2003 | Giochi panamericani        | Santo Domingo       | 200 m piani | 5º               | 20"85       |      |
| 2003 | Mondiali                   | Saint-Denis         | 200 m piani | Batteria         | 20"87       |      |
| 2004 | Mondiali indoor            | Budapest            | 200 m piani | Batteria         | 21"36       |      |
| 2004 | Campionati ibero-americani | Huelva              | 200 m piani | Bronzo           | 21"30       |      |
| 2004 | Giochi olimpici            | Atene               | 200 m piani | Batteria         | 20"94       |      |
| 2005 | Sudamericani               | Cali                | 100 m piani | Bronzo           | 10"43       |      |
| 2005 | Sudamericani               | Cali                | 200 m piani | Argento          | 20"62       |      |
| 2005 | Mondiali                   | Helsinki            | 200 m piani | Batteria         | 21"71       |      |
| 2006 | Campionati ibero-americani | Ponce               | 100 m piani | Bronzo           | 10"45       |      |
| 2006 | Campionati ibero-americani | Ponce               | 200 m piani | Argento          | 20"80       |      |
| 2006 | Sudamericani               | Tunja               | 100 m piani | Semifinale       | dq          |      |
| 2006 | Sudamericani               | Tunja               | 200 m piani | Bronzo           | 21"10       |      |
| 2007 | Sudamericani               | San Paolo           | 200 m piani | Argento          | 20"59       |      |
| 2007 | Giochi panamericani        | Rio de Janeiro      | 200 m piani | Batteria         | 21"29       |      |
| 2008 | Campionati ibero-americani | Iquique             | 100 m piani | 7º               | 10"94       |      |
| 2008 | Campionati ibero-americani | Iquique             | 200 m piani | Batteria         | 21"74       |      |
| 2008 | Giochi olimpici            | Atene               | 200 m piani | Batteria         | 20"93       |      |
| 2011 | Campionati sudamericani    | Buenos Aires        | 100 m piani | Batteria         | 11"17       |      |
| 2011 | Campionati sudamericani    | Buenos Aires        | 100 m piani | Batteria         | 22"45       |      |